# Джуп, Ноа
Ноа Джуп (англ. Noah Jupe; род. 25 февраля 2005, Лондон, Великобритания) — английский актёр. Снялся в телесериале «Ночной администратор» (2016), фильмах «Чудо» (2017), «Субурбикон» (2017), «Ford против Ferrari» (2019) и других. Сын актрисы Кейти Кавана.

## Карьера
Джуп начал свою актёрскую карьеру в 2015 году, появившись в телесериалах «Страшные сказки» и «Аббатство Даунтон».
В 2016 году он сыграл роль в шпионском триллере «Ночной администратор», а также в сериале «Гудини и Дойл».
В 2017 году снялся в фильме «Мозг Гиммлера зовётся Гейдрихом» (драма о Второй мировой войне), появился в британском фильме «Спокойной ночи»; сыграл одну из главных ролей в чёрной комедии «Субурбикон», режиссёром которой был Джордж Клуни, и появился в комедии-драме «Чудо» в роли Джека Уилла, лучшего друга Огги.
В 2018 году снялся в научно-фантастическом фильме «Титан» и в фильме ужасов «Тихое место». Джон Красински, который снимал «Тихое место», взял Джупа на роль в картине по рекомендации Джорджа Клуни.
В 2019 году Джуп снялся в фильме «Милый мальчик» вместе с Шайа Лабафом. В том же году Джуп снялся в фильме «Ford против Ferrari». В 2020 году Джуп вновь исполнил роль Маркуса Эбботта в фильме «Тихое место 2».

## Фильмография

### Фильмы
| Год  | Русское название                | Оригинальное название       | Роль                          |
| ---- | ------------------------------- | --------------------------- | ----------------------------- |
| 2017 | Мозг Гиммлера зовётся Гейдрихом | The Man with the Iron Heart | Ата Моравек                   |
| 2017 | Спокойной ночи                  | That Good Night             | Рональдо                      |
| 2017 | Субурбикон                      | Suburbicon                  | Никки Лодж                    |
| 2017 | Чудо                            | Wonder                      | Джек Уилл                     |
| 2018 | Титан                           | The Titan                   | Лукас Янссен                  |
| 2018 | Тихое место                     | A Quiet Place               | Маркус Эббот                  |
| 2018 | Холмс & Ватсон                  | Holmes & Watson             | Докси                         |
| 2019 | Милый мальчик                   | Honey Boy                   | Отис Лорт в детстве           |
| 2019 | Ford против Ferrari             | Ford v Ferrari              | Питер Майлз, сын Кена и Молли |
| 2020 | Тихое место 2                   | A Quiet Place: Part II      | Маркус Эббот                  |
| 2021 | Без резких движений             | No Sudden Move              | Мэтью Верц-младший            |
| TBA  | Сын плотника                    | The Carpenter's Son         | Мальчик                       |
| TBA  | Утро                            | Morning                     |                               |

### Телесериалы
| Год  | Русское название             | Оригинальное название | Роль               |
| ---- | ---------------------------- | --------------------- | ------------------ |
| 2015 | Страшные сказки (телесериал) | Penny Dreadful        | Чарльз Чандлер     |
| 2015 | Песня для Дженни             | A Song for Jenny      | Вильям             |
| 2015 | Аббатство Даунтон            | Downton Abbey         | ребёнок            |
| 2016 | Ночной администратор         | The Night Manager     | Даниэль Ропер      |
| 2016 | Гудини и Дойл                | Houdini and Doyle     | Кингсли Конан Дойл |
| 2016 | Последний убийца драконов    | The Last Dragonslayer |                    |
| 2020 | Отыграть назад               | The Undoing           | Генри Фрейзер      |

## Награды и номинации
| Год  | Ассоциация                                                         | Категория                                                           | Номинированная работа           | Результат | Примечание    |
| ---- | ------------------------------------------------------------------ | ------------------------------------------------------------------- | ------------------------------- | --------- | ------------- |
| 2018 | Премия Лондонского кружка кинокритиков                             | Молодой британский / ирландский исполнитель года                    | Мозг Гиммлера зовётся Гейдрихом | Номинация | [ 17 ]        |
| 2018 | Премия Лондонского кружка кинокритиков                             | Молодой британский / ирландский исполнитель года                    | Субурбикон                      | Номинация | [ 17 ]        |
| 2018 | Премия Лондонского кружка кинокритиков                             | Молодой британский / ирландский исполнитель года                    | Чудо                            | Номинация | [ 17 ]        |
| 2018 | Ассоциация голливудских критиков («Hollywood Critics Association») | Лучшее выступление актёра до 23 лет                                 | Тихое место                     | Номинация |               |
| 2018 | Молодой актёр                                                      | Лучшее исполнение в художественном фильме — ведущий актёр-подросток | Субурбикон                      | Номинация | [ 18 ]        |
| 2019 | Кинопремия «Выбор критиков»                                        | Лучший молодой актёр / актриса                                      | Милый мальчик                   | Номинация | [ 19 ]        |
| 2019 | Ассоциация голливудских критиков(«Hollywood Critics Association»)  | Лучшее выступление актёра до 23 лет                                 | Милый мальчик                   | Победа    | [ 20 ]        |
| 2019 | Готэм                                                              | Актёрский прорыв («Breakthrough Actor»)                             | Милый мальчик                   | Номинация | [ 21 ]        |
| 2019 | Премия Лондонского кружка кинокритиков                             | Молодой британский / ирландский исполнитель года                    | Холмс & Ватсон                  | Номинация | [ 22 ] [ 23 ] |
| 2019 | Премия Лондонского кружка кинокритиков                             | Молодой британский / ирландский исполнитель года                    | Тихое место                     | Номинация | [ 22 ] [ 23 ] |
| 2019 | Премия Лондонского кружка кинокритиков                             | Молодой британский / ирландский исполнитель года                    | Спокойной ночи                  | Номинация | [ 22 ] [ 23 ] |
| 2019 | Премия Лондонского кружка кинокритиков                             | Молодой британский / ирландский исполнитель года                    | Титан                           | Номинация | [ 22 ] [ 23 ] |
| 2020 | Премия Лондонского кружка кинокритиков                             | Молодой британский / ирландский исполнитель года                    | Милый мальчик                   | Номинация | [ 24 ]        |
| 2020 | Премия Лондонского кружка кинокритиков                             | Молодой британский / ирландский исполнитель года                    | Ford против Ferrari             | Номинация | [ 24 ]        |
| 2020 | Независимый дух                                                    | Лучшая мужская роль второго плана                                   | Милый мальчик                   | Номинация | [ 25 ]        |